# Tường Lộc
Tường Lộc là một xã cũ thuộc huyện Tam Bình, tỉnh Vĩnh Long, Việt Nam.

## Địa lý
Xã Tường Lộc có diện tích 12,02 km², dân số năm 2022 là 13.872 người, mật độ dân số đạt 1.154 người/km².

## Hành chính
Xã Tường Lộc được chia thành 9 ấp: Mỹ Phú 1, Mỹ Phú 5, Nhà Thờ, Tường Lễ, Tường Nhơn, Tường Nhơn A, Tường Nhơn B, Tường Trí, Tường Trí B.

## Lịch sử
Ngày 28 tháng 9 năm 2024, Ủy ban Thường vụ Quốc hội ban hành Nghị quyết số 1203/NQ-UBTVQH15 về việc sắp xếp đơn vị hành chính cấp xã của tỉnh Vĩnh Long giai đoạn 2023 – 2025 (nghị quyết có hiệu lực từ ngày 1 tháng 11 năm 2024). Theo đó, sáp nhập toàn bộ 12,02 km² diện tích tự nhiên và quy mô dân số là 13.872 người của xã Tường Lộc vào thị trấn Tam Bình.